# Басу, Каушик
Каушик Басу (англ. Kaushik Basu; родился 9 января 1952 года, Калькутта, Западная Бенгалия, Индия) — индийский экономист, профессор кафедры Карла Маркса Корнеллского университета, шеф-экономист Всемирного банка в 2012—2016 годах.

## Биография
Каушик родился 9 января 1952 года в Калькутте, Западная Бенгалия, Индия, в семье юриста и мэра Калькутты Кешаба Чандра Басу (1905—1986). Каушик закончил коллежскую школу святого Ксаверия в 1969 году.
Каушик Басу в 1969 году поступил, а в 1972 году получил степень бакалавра искусств с отличием по экономике в Колледже св. Стефана в Дели при Делийском университете. После Басу отправился в Великобританию, где в 1974 году был удостоен степени магистра наук по экономике, а в 1976 году доктора философии по экономике в Лондонской школе экономики и политических наук.
Каушик Басу преподавательскую деятельность начал в качестве тьютора в Лондонской школе экономики и политических наук в 1975—1977 годах и в качестве лектора в Редингском университете в 1976—1977 годах. Вернувшись в Индию, устроился преподавателем экономики в 1978—1985 годах, профессором экономики в 1985—1994 годах в Школе экономики Дели при Делийском университете. В 1992 году основал и в 1992—1996 годах был исполнительным директором Центра развития экономики при Школе экономики Дели. Затем работа была снова в США, профессором экономики в 1994—1996 годах в Корнеллском университете. В настоящий момент является профессором кафедры Карла Маркса экономического факультета в Корнеллском университете с 1996 года.
Каушик Басу был приглашённым ассоциированным профессором в Центре исследования операций и эконометрики Лувенского католического университета в 1981—1982 годах, приглашённым профессором Центра экономической математики и эконометрики (CEME), Брюссель в 1981—1982 годах, сотрудником Института перспективных исследований в 1985—1986 годах, приглашённым профессором на экономическом факультете Принстонского университета в 1989—1991 годах, почётным приглашённым преподавателем Лондонской школы экономики и политических наук в 1993 году и приглашённым профессором Стокгольмского университета в 1993 году и в Правительственной школе Джона Ф. Кеннеди в 2000 году и на экономическом факультете Массачусетского технологического института в 2001—2002 годах, почётным приглашённым профессором в Институте социальных и экономических преобразований в 2000—2002 годах, в Гарвардском университете в 2004 году, приглашённым сотрудником Индийского статистического института в 2007 году.
Был приглашённым сотрудником Всемирного банка в 1998—1999 годах, членом Совета директоров Экспортно-импортного банка Индии в 2009—2012 годах, Главным экономическим советником правительства Индии в 2009—2012 годах (при правительстве Индийского национального конгресса и его Объединённого прогрессивного альянса). Был членом совета эконометрического общества в 1991—1996 годах, членом совета Общества социального выбора и благосостояния, редактором журнала Social Choice and Welfare, выбранным президентом в 2014—2017 годах, президентом в 2017—2020 годах Международной экономической ассоциации, президентом Индийского эконометрического общества в 2013—2014 годах, президентом Ассоциации развития человеческого потенциала и возможностей в 2010—2012 годах, шеф-экономистом Всемирного банка в 2012—2016 годах.
Каушик Басу является почётным доктором гуманитарных наук (Honoris Causa) Лакхнауского университета с 2010 года, Ассамского университета с 2012 года, Фордемского университета с 2013 года, Индийского института технологии с 2013 года, доктором права Батского университета с 2016 года, членом эконометрического общества с 1991 года, членом Всемирной академии наук с 2013 года, членом Бюро исследований и экономического анализа развития, сотрудником Института экономики труда.
Семья
Каушик Басу женат на Алака (Малваде) и имеет двух детей Карна и Дикша.

## Награды
За свои достижения был неоднократно отмечен:
- 1981 — стипендия CORE;
- 1989 — национальная памятная медаль Махаланобиса за вклад в экономическую теорию;
- 1990 — премия Прабхавананда по экономике за работы по развитию теоретической экономики;
- 2008 — Падма Бхушан от президента Индии;
- 2014 — золотая медаль за выдающийся вклад от Исторического общества колледжа[англ.] при Тринити-колледже.